# پانکاج کاپور
پانکاج کاپور (انگلیسی: Pankaj Kapur؛ زادهٔ ۲۹ مهٔ ۱۹۵۴) هنرپیشه سینما، تئاتر و تلویزیون اهل کشور هند است. وی از سال ۱۹۸۲ میلادی تاکنون مشغول فعالیت بوده‌است.

## فیلم‌شناسی
فهرست برخی از فیلم‌هایی که پانکاج کاپور در آنها به ایفای نقش پرداخته‌است:
- رام می‌داند
- من دیوانه عشق هستم
- خاکستر
- صدایت را بالا ببر
- مقبول
- بوفالوی هیجان‌زده ماترو
- پیداکردن فانی
- رز
- تماس
- ویرانه
- مرگ یک دکتر
- فقط اجازه دهید بروم دوستان
- احضار موهان جوشی
- بازار
- سحر
- صدمه
- عروسی چاملی
- گمشده (۲۰۲۳)
- جمعیت (۲۰۲۳)